# Viszolajszky Károly
Viszolajszky Károly (Érsekújvár, 1843. november 3. – Alsószemeréd, 1929. június 2.) plébános, egyházi író.

## Élete
A gimnázium alsó osztályait Budán, a 6. osztályt az esztergomi bencés gimnáziumban már mint papnövendék, a bölcseletet 1862-ben Nagyszombatban, a teológiát Esztergomban végezte. 1868. augusztus 2-án szentelték pappá Hontnádason, 1869. decemberétől Szenográdon, 1872. decemberétől Zselízen volt káplán. 1874-től haláláig Alsószemeréden lett plébános. 1909-től alesperes. 
1884-ben Keresztelő Szent János tiszteletére templomot emelt, 1885-ben pedig a felsőszemerédi Stainlein-Saalenstein Leontina grófnő által alapított Mária-zárdát szentelte fel. Utóbbit szegény- és árvaházat, amiben az irgalmasrendi nővérek tevékenykedtek, a későbbiekben ő maga igazgatta. A faluban szegény- és árvaházat alapított, melyet az irgalmasrendi nővérek vezettek. Később ők zárdát is alapítottak a faluban. A helyi Katolikus olvasókör elnöke volt.
Alapítványa helyi kulturális célokat a halála után is finanszírozott. Neki köszönhető, hogy a Pater Noster templomban a mongol helyébe a magyar nyelvű miatyánk táblája került.

## Művei
Egyháztörténeti művei, valamint zarándokútjairól útleírásai jelentek meg. Szellemi Csipuk élclapot adott ki (2 szám), illetve cikkeket írt az Esztergomi Ujságba, a Magyar Államba, és más folyóiratokba.
- 1868 Isten ujja némely feltünő, de való eseményben. O. A. után... bővítve fordította. Pest.
- 1869 A kereszténység kezdete Magyarországon. Egyházi Lapok
- 1882 Gróf Saalensteini Stainlein Herman. Magyar Korona 1882/261
- 1887 Egy zarándoklat élményei Egyiptomban, Jeruzsálemben és Rómában. Útirajz. Budapest.
- 1905 Szellemi böngészés Svéd-Norvégia és Oroszo-ban. Útirajz. Érsekújvár.
- 1909 Magyar intézet olasz földön. Alkotmány 1909/272